# Ján Kováč
Ján Kováč (27. listopadu 1933 Dolné Sľažany - 20. června 1988 Podunajské Biskupice) byl slovenský a československý vysoký důstojník Sboru národní bezpečnosti, vrcholný představitel Státní bezpečnosti, dlouholetý náměstek federálního ministra vnitra, politik Komunistické strany Slovenska a poslanec Sněmovny národů Federálního shromáždění za normalizace. Po roce 1987 odstaven z veřejných funkcí.

## Biografie
Od poloviny 50. let sloužil v ČSLA. K 1. září 1963 byl přeřazen na ministerstvo vnitra a stal se starším referentem bojové přípravy na Krajské správě ministerstva vnitra v Banské Bystrici. Od 1. ledna 1966 se stal pracovníkem vyšetřovacího odboru Státní bezpečnosti v Banské Bystrici a od 1. července 1970 velitelem pohotovostního útvaru Veřejné bezpečnosti Ministerstva vnitra Slovenské socialistické republiky. Od 1. února 1972 zastával post náčelníka Krajské správy Sboru národní bezpečnosti, pak od 1. června 1974 náčelníkem XII. správy federálního ministerstva vnitra. Od 1. června 1979 se stal náměstkem ministra vnitra ČSSR (od 1. října 1979 dokonce 1. náměstkem). 9. dubna 1980 byl povýšen na generálmajora. Koncem roku 1985 byl odvolán z postu 1. náměstka ministra vnitra a převeden do aktivní zálohy federálního ministerstva vnitra v Bulharsku. Pro účast na trestné činnosti v souvislosti s kauzou Stanislava Babinského byl k 31. srpnu 1987 zbaven funkce a 25. února 1988 propuštěn ze služebního poměru.
Ve volbách roku 1976 zasedl do slovenské části Sněmovny národů (volební obvod č.129 - Žilina, Středoslovenský kraj). Mandát obhájil ve volbách roku 1981 (obvod Žilina I). Ve Federálním shromáždění setrval do konce funkčního období, tedy do voleb roku 1986.